# 7.ª etapa do Giro d'Italia de 2018
A 7.ª etapa do Giro de Itália de 2018 teve lugar a 11 de maio de 2018 entre Pizzo e Praia a Mare sobre um percurso de 159 km e foi ganhada ao sprint pelo ciclista irlandês Sam Bennett da equipa Bora-Hansgrohe.

## Classificação da etapa
| \| Classificação por etapas \| Classificação por etapas \| Classificação por etapas \| Classificação por etapas \| Classificação por etapas \| \| Ciclista \| Ciclista \| Equipe \| Tempo \| \| \| ------------------------ \| ------------------------ \| ----------------------------- \| ------------------------ \| ------------------------ \| \| 1. \| Sam Bennett \| Bora-Hansgrohe \| 3h45m27s \| \| \| 2. \| Elia Viviani \| Quick-Step Floors \| + 0s \| \| \| 3. \| Niccolò Bonifazio \| Bahrain-Merida \| + 0s \| \| \| 4. \| Sacha Modolo \| EF Education First-Drapac \| + 0s \| \| \| 5. \| Danny van Poppel \| LottoNL-Jumbo \| + 0s \| \| \| 6. \| Jakub Mareczko \| Wilier Triestina-Selle Italia \| + 0s \| \| \| 7. \| Clément Venturini \| AG2R La Mondiale \| + 0s \| \| \| 8. \| Mads Pedersen \| Trek-Segafredo \| + 0s \| \| \| 9. \| Jürgen Roelandts \| BMC Racing Team \| + 0s \| \| \| 10. \| Jens Debusschere \| Lotto-Soudal \| + 0s \| \| |                   |                               |          |
| |                   |                               |          |
| Fonte: ProCyclingStats |                   |                               |          |
| Classificação por etapas |                   |                               |          |
| Ciclista | Ciclista          | Equipe                        | Tempo    |
| 1. | Sam Bennett       | Bora-Hansgrohe                | 3h45m27s |
| 2. | Elia Viviani      | Quick-Step Floors             | + 0s     |
| 3. | Niccolò Bonifazio | Bahrain-Merida                | + 0s     |
| 4. | Sacha Modolo      | EF Education First-Drapac     | + 0s     |
| 5. | Danny van Poppel  | LottoNL-Jumbo                 | + 0s     |
| 6. | Jakub Mareczko    | Wilier Triestina-Selle Italia | + 0s     |
| 7. | Clément Venturini | AG2R La Mondiale              | + 0s     |
| 8. | Mads Pedersen     | Trek-Segafredo                | + 0s     |
| 9. | Jürgen Roelandts  | BMC Racing Team               | + 0s     |
| 10. | Jens Debusschere  | Lotto-Soudal                  | + 0s     |

## Classificações ao final da etapa

### Classificação geral(Maglia Rosa)
| \| Classificação geral \| Classificação geral \| Classificação geral \| Classificação geral \| Classificação geral \| \| Ciclista \| Ciclista \| Equipe \| Tempo \| \| \| ------------------- \| ------------------- \| ------------------- \| ------------------- \| ------------------- \| \| 1. \| Simon Yates \| Mitchelton-Scott \| 26h31m30s \| \| \| 2. \| Tom Dumoulin \| Team Sunweb \| + 16s \| \| \| 3. \| Esteban Chaves \| Mitchelton-Scott \| + 26s \| \| \| 4. \| Domenico Pozzovivo \| Bahrain-Merida \| + 43s \| \| \| 5. \| Thibaut Pinot \| Groupama-FDJ \| + 45s \| \| \| 6. \| Rohan Dennis \| BMC Racing Team \| + 53s \| \| \| 7. \| Pello Bilbao \| Astana \| + 1m03s \| \| \| 8. \| Chris Froome \| Team Sky \| + 1m10s \| \| \| 9. \| George Bennett \| LottoNL-Jumbo \| + 1m11s \| \| \| 10. \| Fabio Aru \| UAE Team Emirates \| + 1m12s \| \| |                    |                   |           |
| |                    |                   |           |
| Fonte: ProCyclingStats |                    |                   |           |
| Classificação geral |                    |                   |           |
| Ciclista | Ciclista           | Equipe            | Tempo     |
| 1. | Simon Yates        | Mitchelton-Scott  | 26h31m30s |
| 2. | Tom Dumoulin       | Team Sunweb       | + 16s     |
| 3. | Esteban Chaves     | Mitchelton-Scott  | + 26s     |
| 4. | Domenico Pozzovivo | Bahrain-Merida    | + 43s     |
| 5. | Thibaut Pinot      | Groupama-FDJ      | + 45s     |
| 6. | Rohan Dennis       | BMC Racing Team   | + 53s     |
| 7. | Pello Bilbao       | Astana            | + 1m03s   |
| 8. | Chris Froome       | Team Sky          | + 1m10s   |
| 9. | George Bennett     | LottoNL-Jumbo     | + 1m11s   |
| 10. | Fabio Aru          | UAE Team Emirates | + 1m12s   |

### Classificação por pontos(Maglia Ciclamino)
| Classificação por pontos | Classificação por pontos | Classificação por pontos      | Classificação por pontos | Classificação por pontos |
| Ciclista                 | Ciclista                 | Equipe                        | Pontos                   |                          |
| ------------------------ | ------------------------ | ----------------------------- | ------------------------ | ------------------------ |
| 1.                       | Elia Viviani             | Quick-Step Floors             | 178 pts                  |                          |
| 2.                       | Sam Bennett              | Bora-Hansgrohe                | 100 pts                  |                          |
| 3.                       | Sacha Modolo             | EF Education First-Drapac     | 73 pts                   |                          |
| 4.                       | Jakub Mareczko           | Wilier Triestina-Selle Italia | 65 pts                   |                          |
| 5.                       | Guillaume Boivin         | Israel Cycling Academy        | 52 pts                   |                          |
| 6.                       | Davide Ballerini         | Androni Giocattoli-Sidermec   | 52 pts                   |                          |
| 7.                       | Marco Frapporti          | Androni Giocattoli-Sidermec   | 49 pts                   |                          |
| 8.                       | Niccolò Bonifazio        | Bahrain-Merida                | 43 pts                   |                          |
| 9.                       | Maksim Belkov            | Katusha-Alpecin               | 38 pts                   |                          |
| 10.                      | Enrico Battaglin         | LottoNL-Jumbo                 | 37 pts                   |                          |

### Classificação da montanha(Maglia Azzurra)
| Classificação da montanha | Classificação da montanha | Classificação da montanha     | Classificação da montanha | Classificação da montanha |
| Ciclista                  | Ciclista                  | Equipe                        | Pontos                    |                           |
| ------------------------- | ------------------------- | ----------------------------- | ------------------------- | ------------------------- |
| 1.                        | Esteban Chaves            | Mitchelton-Scott              | 35 pts                    |                           |
| 2.                        | Simon Yates               | Mitchelton-Scott              | 18 pts                    |                           |
| 3.                        | Thibaut Pinot             | Groupama-FDJ                  | 12 pts                    |                           |
| 4.                        | Enrico Barbin             | Bardiani CSF                  | 11 pts                    |                           |
| 5.                        | George Bennett            | LottoNL-Jumbo                 | 9 pts                     |                           |
| 6.                        | Marco Frapporti           | Androni Giocattoli-Sidermec   | 7 pts                     |                           |
| 7.                        | Ryan Mullen               | Trek-Segafredo                | 6 pts                     |                           |
| 8.                        | Domenico Pozzovivo        | Bahrain-Merida                | 6 pts                     |                           |
| 9.                        | Eugert Zhupa              | Wilier Triestina-Selle Italia | 5 pts                     |                           |
| 10.                       | Andrea Vendrame           | Androni Giocattoli-Sidermec   | 4 pts                     |                           |

### Classificação dos jovens(Maglia Bianca)
| Classificação dos jovens | Classificação dos jovens | Classificação dos jovens    | Classificação dos jovens | Classificação dos jovens |
| Ciclista                 | Ciclista                 | Equipe                      | Tempo                    |                          |
| ------------------------ | ------------------------ | --------------------------- | ------------------------ | ------------------------ |
| 1.                       | Richard Carapaz          | Movistar Team               | 26h32m53s                |                          |
| 2.                       | Ben O'Connor             | Dimension Data              | + 16s                    |                          |
| 3.                       | Sam Oomen                | Team Sunweb                 | + 19s                    |                          |
| 4.                       | Maximilian Schachmann    | Quick-Step Floors           | + 39s                    |                          |
| 5.                       | Miguel Ángel López       | Astana                      | + 49s                    |                          |
| 6.                       | Valerio Conti            | UAE Team Emirates           | + 3m21s                  |                          |
| 7.                       | Fausto Masnada           | Androni Giocattoli-Sidermec | + 7m13s                  |                          |
| 8.                       | Giulio Ciccone           | Bardiani CSF                | + 14m45s                 |                          |
| 9.                       | Matej Mohorič            | Bahrain-Merida              | + 14m58s                 |                          |
| 10.                      | Jack Haig                | Mitchelton-Scott            | + 15m03s                 |                          |

### Classificação por equipas"Super Team"
| Classificação por equipes | Classificação por equipes                | Classificação por equipes | Classificação por equipes |
| Equipe                    | Equipe                                   | Tempo                     |                           |
| ------------------------- | ---------------------------------------- | ------------------------- | ------------------------- |
| 1.                        | Mitchelton-Scott                         | 79h36m54s                 |                           |
| 2.                        | Sky                                      | + 2m06s                   |                           |
| 3.                        | Movistar Team                            | + 2m06s                   |                           |
| 4.                        | Astana                                   | + 2m23s                   |                           |
| 5.                        | UAE Team Emirates                        | + 6m00s                   |                           |
| 6.                        | Groupama-FDJ                             | + 8m02s                   |                           |
| 7.                        | Team Sunweb                              | + 13m40s                  |                           |
| 8.                        | Lotto NL-Jumbo                           | + 14m48s                  |                           |
| 9.                        | EF Education First-Drapac p/b Cannondale | + 15m40s                  |                           |
| 10.                       | Dimension Data                           | + 17m32s                  |                           |

## Abandonos
- Edoardo Zardini, não tomou a saída por fractura de clavícula em consequência de uma queda no dia anterior.[2]